# Batcomputer
Il Batcomputer è il sistema computerizzato immaginario utilizzato dal supereroe Batman, solitamente situato nella Batcaverna. Il Batcomputer fu introdotto per la prima volta su pellicola nel 1964.

## Trasposizione nei film
Il Batcomputer è spesso raffigurato come un potente super computer al limite del campo tecnologico. Con il progredire della tecnologia mondiale, la trasposizione su film, serie televisiva o animata del Batcomputer si è evoluta. La macchina cominciò come un computer "punch-card", cioè di quelli che facevano fuoriuscire un nastro perforato, fino alla trasposizione attuale di un supercomputer quantico.
Il Batcomputer è collegato alla rete internet, e una serie di collegamenti satellitari permettono a Batman di avere accesso da qualsiasi punto del pianeta. Per di più, il Batcomputer è protetto da una sicurezza informatica iper-tecnologica.
Nonostante il potere del computer di Batman, la Torre di Guardia della Justice League of America è nota per avere dei computer molto più avanzati. Mentre il Batcomputer viene genericamente raffigurato come un computer plausibile, anche se potente, i computer della Torre di Guardia incorporano elementi della fantascienza, come le tecnologie Kryptoniane, Thanagariane e Marziane. Batman è in grado di utilizzare anche questi computer con la medesima facilità.

### Fumetti
Il Batcomputer spesso agisce da espediente narrativo o come strumento da esposizione.
In Batman: Una morte in famiglia, Jason Todd utilizzò il computer per scoprire l'identità di sua madre.

### Televisione

#### Batman(serie televisiva)
Nel 1966, nella serie tv con protagonista Adam West, la Batcaverna fu esposta in modo esaustivo, e venne raffigurata come un'enorme caverna piena di ogni tipo di computer e dispositivi.
In linea con il tipico stile della serie TV, un numero di dispositivi stravaganti furono raffigurati come parte dell'arredamento della caverna. Questi inclusero:
- Bat-diamante (fonte d potere del Batcomputer, deve essere molto più puro del diamante naturale, e superare i 10000 carati (2 kg));
- Circuito di concentrazione accelerato (incrementa il potere del computer quando viene sforzato);
- Bat-sensore di personalità doppia;
- Ingranaggi di Bat-analizzazione;
- Circuito di ingestione del Batcomputer;
- Segnale di malfunzionamento del Batcomputer (si accende la luce quando il computer non comprende una domanda);
- Bat-localizzatore speciale di arci-criminali evasi;
- Segnale di Bat-correzione (avverte Batman o Robin quando affermano qualcosa di errato);
- Analizzatore vocale anti-crimine;
- Speciale sensore sismologico;
- Fessura d'ingresso del Batcomputer (entrate alcune informazioni, come numeri telefonici, si può avviare una ricerca più approfondita);
- Bat-diapositive illustrate (Alfred le creò perché fossero più efficaci come informazioni più delle solite carte d'indizio);

### Film

#### Batman & Robin
Il Batcomputer utilizzato nel film del 1997 Batman & Robin era molto realistico nel suo disegno.
Nel film, Alfred programmò i suoi algoritmi nel Batcomputer e creò una simulazione virtuale di sé. La comparsa di questa simulazione potrebbe essere un omaggio a Max Headroom.

#### Il cavaliere oscuro
Il Batcomputer come presentato nel cavaliere oscuro è un super computer con capacità avanzate.
Batman utilizzò più computer collegati per riuscire a rintracciare il suo nemico, Joker, tramite una sorta di sonar.

### Animazione

#### The New Adventures of Batman
Il Batcomputer come presentato nella serie animata The New Adventures of Batman è in grado di elaborare il linguaggio naturale.

#### Batman(serie animata)
In questa serie, Batman utilizzò il Batcomputer in modo archetipico: come database informatico e strumento di ricerca.
Utilizzi noti del Batcomputer includono:
- Sintetizzazione dei composti chimici (per esempio l'antidoto contro il veleno di Poison Ivy);
- Ricerca dei vecchi articoli (come le origini di Killer Croc descritte sui quotidiani);

Nell'episodio I pesci che ridono, si scoprì che Harvey Bullock conosceva l'esistenza del Batcomputer, ma di come ne venne a conoscenza non fu rivelato. Può anche essere che si riferì al computer di Batman chiamandolo "Batcomputer" come accadde a suo tempo nella serie TV degli anni sessanta, in cui si utilizzava spesso il prefisso bat-.
Nell'episodio Anima ai siliconi HARDAC creò un duplicato di Batman che sopravvisse alla distruzione del computer, ma perdendo le sue funzioni cerebrali credette di essere lui stesso Batman. Utilizzando il duplicato, HARDAC volle ripianificare internet, connettendosi attraverso il Batcomputer. Tuttavia, il duplicato si ribellò, e distrusse il processore principale prima che HARDAC riuscisse nel suo piano, uccidendo anche sé stesso nel processo.

#### Batman of the Future
In Batman of the Future, il vecchio Bruce Wayne utilizza il Batcomputer per monitorare il suo successore, Terry McGinnis, e il suo batcostume.

#### The Batman
The Batman, serie animata che debuttò nel 2004, presentò una Batcaverna molto più avanzata tecnologicamente, con una grande esposizione di computer e di luci blu. Tra gli oggetti esposti vi è il segnale d'avvertimento "Bat-Wave", un modo alternativo di chiamare il cavaliere oscuro prima che il Batsegnale venga acceso.
Il Batcomputer fu utilizzato di nuovo per missioni più avanzate come decodificare gli indovinelli, analizzare i virus informatici, e creare personalità virtuali.

### Video giochi
- Batman & Robin, basato sul film omonimo, mostra numerosi batcomputer nascosti in tutta Gotham. Questi servono sia come strumento di gioco che come mezzo di salvataggio e di menù.
- In Batman: Arkham Asylum, Batman utilizza un sistema computerizzato simile a quello del Batcomputer, anche se non è il computer che si trova nella Batcaverna. Il sistema computerizzato viene poi parzialmente distrutto più avanti nel gioco.